# بو رود
بو رود (بالإنجليزية: Bo Ruud)‏ هو لاعب كرة قدم أمريكية أمريكي، ولد في 2 سبتمبر 1984 في لنكن في الولايات المتحدة.

## وصلات خارجية
- بو رود على موقع مرجع كرة القدم المحترفة.كوم (الإنجليزية)